# Etzatlán (kommun)
Etzatlán är en kommun i Mexiko.   Den ligger i delstaten Jalisco, i den centrala delen av landet, 500 km väster om huvudstaden Mexico City. Antalet invånare är 17 564.
Följande samhällen finns i Etzatlán:
- Etzatlán
- Palo Verde
- San Rafael